# Mallotus subulatus
Mallotus subulatus är en törelväxtart som beskrevs av Johannes Müller Argoviensis. Mallotus subulatus ingår i släktet Mallotus och familjen törelväxter. Inga underarter finns listade i Catalogue of Life.